# Mikel
Mikel est un prénom masculin basque.
L'équivalent du prénom est « Miguel  » en espagnol et « Michel » en français.
Attesté 1366 en Basse-Navarre.

## Prénom
- Pour l'ensemble des articles sur les personnes portant ce prénom, consulter :
  - la liste des articles dont le titre commence par ce prénom
  - les listes produites par Wikidata : Liste des personnes de prénom « Mikel » — même liste en incluant les éventuels prénoms composés qui contiennent « Mikel ».